# Anita Stewart

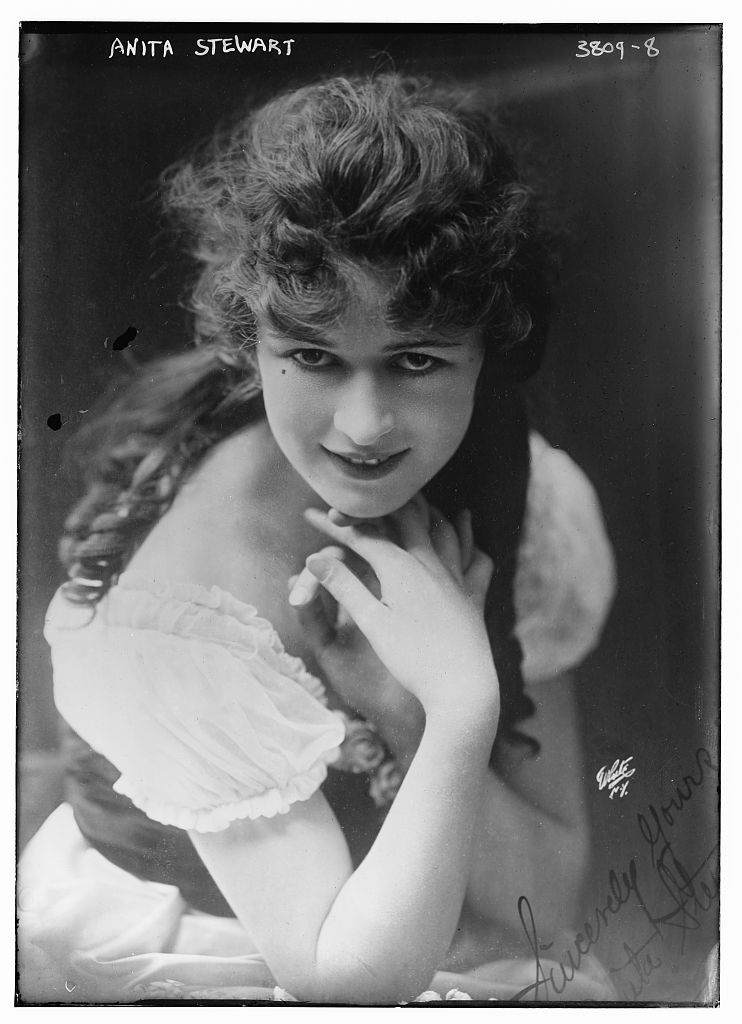
Anita Stewart (1916)

Anita Stewart, eigentlich Anna May Stewart  (* 7. Februar 1895 in Brooklyn, New York; † 4. Mai 1961 in Los Angeles, Kalifornien), war eine US-amerikanische Schauspielerin. Sie war eine vielbeschäftigte Darstellerin der Stummfilmzeit. Mit dem Aufkommen des Tonfilms endete ihre Karriere rasch.

## Leben
Anita Stewart begann ihre Karriere 1911 bei dem Filmstudio Vitagraph, wo sie rasch zu einem beliebten Star der Tage aufstieg. 1917 wurde sie durch die Heirat mit dessen Bruder zur Schwägerin des damals sehr bekannten Filmregisseurs Ralph Ince. 1918 akzeptierte Stewart ein finanziell lukratives Angebot und wechselte zu Louis B. Mayer Pictures. Louis B. Mayer gelang so der Einstieg in die Filmproduktion, nachdem er bislang erfolgreich eigene Kinoketten betrieb. Eine Zeitlang produzierte Anita Stewart ihre Filme über eine eigene Einheit, die Anita Stewart Productions, innerhalb des Studios. Ihre Popularität nahm bereits ab Mitte der Dekade ab und ihre aktive Karriere wurde schließlich durch das Aufkommen des Tonfilms komplett beendet. Die Schauspielerin hat einen Stern auf dem Hollywood Walk of Fame auf der Höhe 6724 Hollywood Boulevard.

## Filmografie (Auswahl)
- 1912: Her Choice
- 1913: The Swan Girl
- 1914: Decption
- 1915: His Phantom Sweetheart
- 1916: The Daring of Diana
- 1918: Her Kingdom of Dreams
- 1921: Sowing the Wind
- 1922: Bahn frei! (A Question of Honor) (auch Produktion)
- 1923: Der Markt der Seelen (Souls for Sale) (Cameo)
- 1925: Never the Twain Shall Meet
- 1926: The Prince of Pilsen
- 1928: Name the Woman